# Кая-Султан Абібулаєва
Кая-Султан Абібулаєва (1907, Сабанчи (Сабанджи), Крим — 1989, Таваксай, Ташкентська область) — кримська татарка, капітан медичної служби, військовий медик, учасниця підпілля та партизанського руху в Криму у роки Другої світової війни.
Інші написання імені: Кая Султан, Къая Султан, Каясултан.

## Біографія

### Довоєнний період
Кая-Султан Абібулаєва народилася у 1907 році в селищі Сабанчи поблизу Євпаторії. Після завершення навчання у 7-річній школі вступила до медичного технікуму, який закінчила з відзнакою у 1929 році. Почала працювати у лікарні Чорноморського району медсестрою-акушеркою.
У 1930 р. стала членом Комуністичної партії. Завдяки знанню російської мови та активній громадській діяльності у 1932 році була призначена керівником районного відділу охорони здоров'я. Протягом 1929—1941 років була депутатом районної ради та комітету ВКП(б). Напередодні німецько-радянської війни була призначена другим секретарем Чорноморського райкома партії.

### Німецько-радянська війна
21 червня 1941 року отримала звання старшого лейтенанта, старшого військового фельдшера та була призначена командиром пересувного санітарно-медичного загону, створеного у Миколаєві при управлінні Чорноморського флоту.
У серпні 1941 року, під час відступу радянської армії з Молдови, санзагін Абібулаєвої надавав медичну допомогу радянським військовим та супроводжував їх з Херсону до Криму. Після прибуття на півострів санзагін розмістився в ущелині Клепальна (Клеопина балка) поблизу Інкермана, де знаходилася паливна база Чорноморського флоту та санітарно-медичні осередки. У грудні 1941 року балка була місцем інтенсивних бомбардувань з боку нацистів, внаслідок чого загинуло багато членів санзагону Абібулаєвої.
У травні 1942 року була отримала важке поранення ноги, однак продовжувала надавати медичну допомогу пораненим солдатам. Від евакуації в Батумі відмовилась. За віддану працю під час оборони Севастополя Кая-Султан була нагороджена орденом Червоної зірки та отримала звання капітана та військового лікаря ІІІ ступеню.
Під час захоплення Севастополя німецькими військами переховувалась у печерах між Козачою бухтою та Херсонеським маяком, однак у червні 1942 року потрапила у полон та концентраційний табір. Під час відправки військовополонених із залізничної станції Бельбек до Польщі 18 липня 1942 року змогла втекти. Також допомогла втекти з полону 13-річному сину своєї старшої сестри Февзі, який декілька місяців перебував із нею в санзагоні.
Після втечі за декілька днів пішки дісталася спочатку до селища Кунтувган (Теплівка), потім до Сак та згодом до Євпаторії, де декілька днів переховувалася у старшої сестри. Там на зв'язок із нею вийшли члени євпаторійського підпілля, якими керував Василь Федорович Павлов — до війни він був першим секретарем Чорноморського райкому партії та працював із Кая-Султан. Павлов доручив Абібулаєвій ліквідувати Мефодія Кочергу — колишнього начальника паспортного столу Євпаторії, який пішов на співпрацю з нацистами та здавав їм учасників підпілля.
Після вбивства Кочерги Каї-Султан вдалося втекти від переслідувачів та уникнути арешту. Проте до звільнення Криму у 1944 році їй довелось переховуватися у лісі разом із Євпаторійським партизанським загоном, в якому вона виконувала обов'язки медика та брала участь у партизанських операціях по знищенню німецьких гарнізонів, постів, ешелонів та обозів. Під час перебування у складі партизанського загону вона організувала декілька медичних пунктів у низці районів гірської місцевості.

### Післявоєнний період
Після депортації кримських татар жила з родиною у пос. Таваксай Бостанликського району Ташкентської області. 32 роки пропрацювала акушеркою у пологовому будинку, прийняла понад 27 тисяч новонароджених. У Таваксаї народила сина. Померла у 1989 році.

## Цікавий факт
Історія Каї-Султан Абібулаєвої висвітлена у повісті Айдера Османа «Учь къуршун» та очерку «Народні месники».